# Паюн-Матру
Паюн-Матру (исп. Payún Matrú) — щитовой вулкан, расположенный в аргентинской провинции Мендоса.

## География
Находится в департаменте Маларгуэ в Западной Аргентине. Изолированный массив на восточном склоне Анд. Состоит из группы 300 вулканических объектов максимальная высота которых составляет 3715 м. Зона субдукции составляет более 25 км. Находится в малозаселенной местности.

## Геология
Является щитовым вулканом. Почвы в районе вулкана состоят преимущественно из базальтов, также встречаются трахибазальты, базанитовые тефриты, пикробазальты, трахиты, трахидациты, андезиты и др. Диаметр основного щита более 20 км. На вершине кальдера диаметром 7 км, заполненная лавами трахитового и трахиандезитового состава. Состоит из 300 эруптивных центров, расположенных на всей площади вулкана составляющей 5200 кв.км. В период образования вулкана лавовые потоки достигали длины 181 км. За время активности Паюн Матру образовалось 30 трахиандезитовых лавовых куполов. На склонах щита много побочных кратеров, из которых выходят значительное количество застывших потоков щёлочных оливиновых базальтов. Последняя активность вулкана проявлялась более 7 тысяч лет назад. Последнее извержение отмечается в местных преданиях аборигенов.